# Percival Rubens
Percival Philmore Rubens était un réalisateur, scénariste et producteur d'Afrique du Sud.

## Filmographie
- 1969 : Strangers at Sunrise
- 1973 : Mister Kingstreet's War